# Rhombal
Rhombal (Alternativtitel Stephan Crump’s Rhombal) ist ein Musikalbum von Stephan Crump. Die am 20. und 21. Januar 2016 im The Bunker Studio, Brooklyn, entstandenen Aufnahmen erschienen am 13. September 2016 auf dem Label Papillon Sounds.

## Hintergrund
Der Bassist Stephen Crump nahm das Album in Quartettbesetzung mit dem Trompeter Adam O’Farrill, dem Tenorsaxophonisten Ellery Eskelin und dem Schlagzeuger Tyshawn Sorey auf. Die Band spielte neun seiner Kompositionen, die durch die Chemie in der Band, seit sie mit Proben und Auftreten begann, geprägt sind. Das Album ist seinem verstorbenen Bruder Patrick gewidmet. Es gehe aber nicht um Trauer, sondern um ein Gedenken an einen gut überstandenen Tod, an eine spirituelle Entwicklung, wie er sie in den letzten gemeinsamen Tagen mit seinem Bruder erlebt hatte.
Der Name Rhombal erinnerte Crump an „rumpeln“, auch an ein Gedränge oder Gerangel, aber mehr noch an die Idee, Geometrien zu entwickeln, Formen zu verändern und dabei eine starke strukturelle Integrität und funktionale Gleichheit zu bewahren.

## Titelliste
- Stephan Crump: Rhombal (Papillon Sounds PS51516)[2]

1. NoD for Nelson 6:48
2. Grovi 8:20
3. Skippaningam 4:54
4. Loose Bay 7:35
5. Esquima Dream 3:40
6. How Close Are You 5:25
7. Tschi 5:56
8. Birdwhistle 10:28
9. Pulling Pillars – Outro for Patty 6:27

Die Kompositionen stammen von Stephen Crump.

## Rezeption

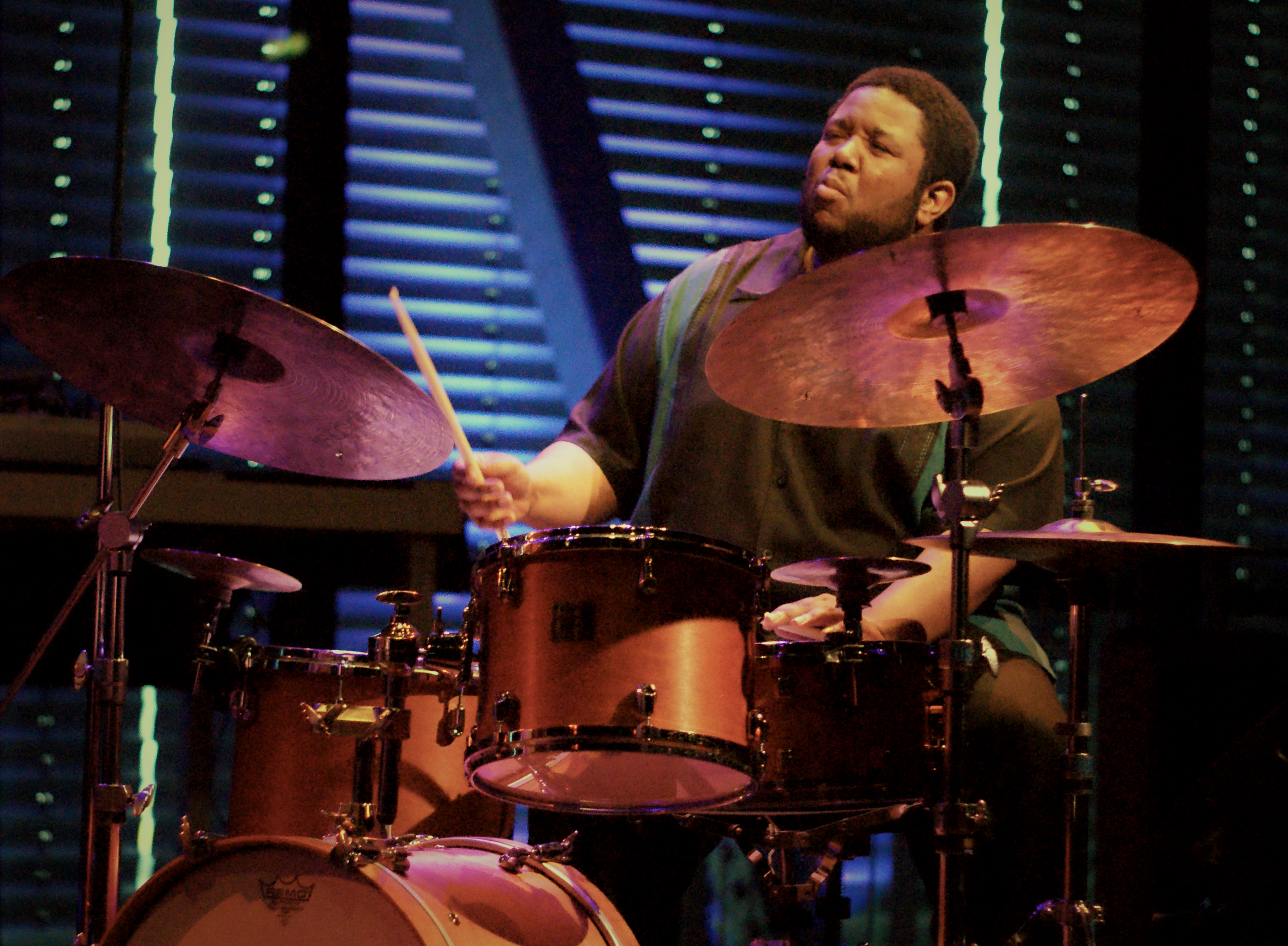
Tyshawn Sorey (2013)

Carlo Wolff gab dem Album im Down Beat vier Sterne: Obwohl Rhombal eindeutig Crumps Album sei, sei es auch eine Mischung aus vier verschiedenen Persönlichkeiten, die alle in der Lage sind, die sich schnell verändernden Melodien zu steuern. Das Album strotze nur so vor Unerwartetem
und Lebendigem. Die neun Stücke funktionieren als Ganzes; sie funktionierten aber auch alleine. Die Musik sei originell, so dass man keine Zeit damit verbringe, die Einflüsse erkennen wollen. Sie fühle sich auch lebendig und warm an, besonders bei den längeren Stücken wie dem abwechselnd hingebungsvollen und frechen „Loose Bay“ und dem ähnlich zwiespältigen „Pulling Pillars-Outro For Patty“. Das Quartett spiele die komplexe Musik frei, leicht und einprägsam.
Nach Ansicht von Glenn Astarita, der das Album in All About Jazz rezensierte, habe Crump die Crème de la Crème einflussreicher Musiker engagiert, um dieses Album aufzunehmen. Die markanten und nachhallenden akustischen Basslinien des Bandleaders würden zusammen mit dem durchdringenden polyrhythmischen Spielhaltung des Schlagzeugers Tyshawn Sorey das perfekte Elixier erzeugen, egal ob die Band sich an eine lockere Gangart halte oder ob sie sich im Hard Bop oder in unkonventionellen Schemata bewege. Zweifellos würde das reduzierte Format der Band den Musikern ermöglichen, eine große Portion an künstlerischem Expressionismus zu artikulieren. Daher sei hier das Aufnahmestudio so etwas wie eine Mini-Künstlerkolonie geworden. Ansonsten würden sie sich am Rande der Free-Style-Avantgarde bewegen, allerdings nie für längere Zeit. Crumps Kompositionen würden prägnante und leicht erweiterbare Handlungsstränge vermitteln, zusammen mit seinen Mitmusikern, die sich fließend durch zahlreiche Jazz-basierte modale Spielweisen bewegen und in einem eher beruhigenden Raum zwischen verschiedenen Einbrüchen, Spitzen und sich verstärkenden Momenten dahingleiten würden.